# 39655 Muneharuasada
39655 Muneharuasada este un asteroid din centura principală de asteroizi.

## Descriere
39655 Muneharuasada este un asteroid din centura principală de asteroizi. A fost descoperit pe 17 octombrie 1995 la Nanyo de Tomimaru Okuni. Asteroidul prezintă o orbită caracterizată de o semiaxă mare de 2,73 ua, o excentricitate de 0,11 și o înclinație de 5,9° în raport cu ecliptica.